# Venă oftalmică inferioară
Vena oftalmică inferioară începe dintr-o rețea venoasă de la partea anterioară a podelei și a peretelui medial al orbitei. Aceasta primește venele vorticoase, venele mușchiului rectus inferior, ale mușchiului  oblic inferior, ale sacului lacrimal și ale pleoapelor, apoi se întoarce în partea inferioară a orbitei ce este situată deasupra rectusului inferior și se împarte în două ramuri. 

O ramură dintre acestea trece prin fisura orbitală inferioară și se alătură plexului venos pterigoid, iar cealaltă ramură intră în craniu prin fisura orbitală superioară și se termină în sinusul cavernos, fie printr-o deschidere separată, fie mai frecvent în comun cu vena oftalmică superioară.